# Accidente ferroviario de Ufá
El desastre ferroviario de Ufá fue un accidente por explosión que tuvo lugar el 4 de junio de 1989 a la 01:15 (hora local) a 50 km de Ufá, Baskortostán (entonces: RASS de Baskiria), en la línea regional de Kuybyshev, servicio administrado entonces por la red de Ferrocarriles Soviéticos. Con 575 fallecidos está considerado el accidente férreo más grave de la historia soviética y rusa.

## Detalles

### Avería
La deflagración tuvo lugar tras producirse una fuga de gas natural en un gasoducto en estado líquido (compuesto principalmente por propano y butano) formando una nube altamente inflamable que rápidamente entró en deflagración al paso de dos trenes de pasajeros cuando las ruedas produjeron chispas cerca de la zona de la grieta.
Las posibles causas de la fuga se debieron a un descenso de la presión de la tubería. Ante la avería, los trabajadores de la zona optaron por regular la presión aumentando el flujo de gas.

### Explosión
Ambos trenes hacían la línea Ádler-Novosibirsk en sentidos opuestos y en los que viajaban en su mayoría niños, los cuales volvían de sus vacaciones en el mar Negro mientras que los otros iban de camino. Algunas fuentes estimaron que la potencia de la explosión pudo equivaler entre 250 o 300 toneladas de TNT mientras otras afirmaron que pudo ser de 10.000.
De acuerdo con los informes del NORAD estadounidense, la fuerza de la explosión fue tan potente que se llegó a activar la alarma de defensa aérea en Estados Unidos.
El punto exacto del accidente fue en las proximidades de Asha, Cheliábinsk, localidad a 10 km del lugar que se vio afectada por la onda de choque de la explosión provocando daños materiales. A 100 km de distancia se podía contemplar el incendio. En la zona también se produjo un incendio que arrasó 250 ha.

### Víctimas
La cifra oficial de fallecidos fue de 575 y de heridos más de 800.